# Ganso-do-havaí

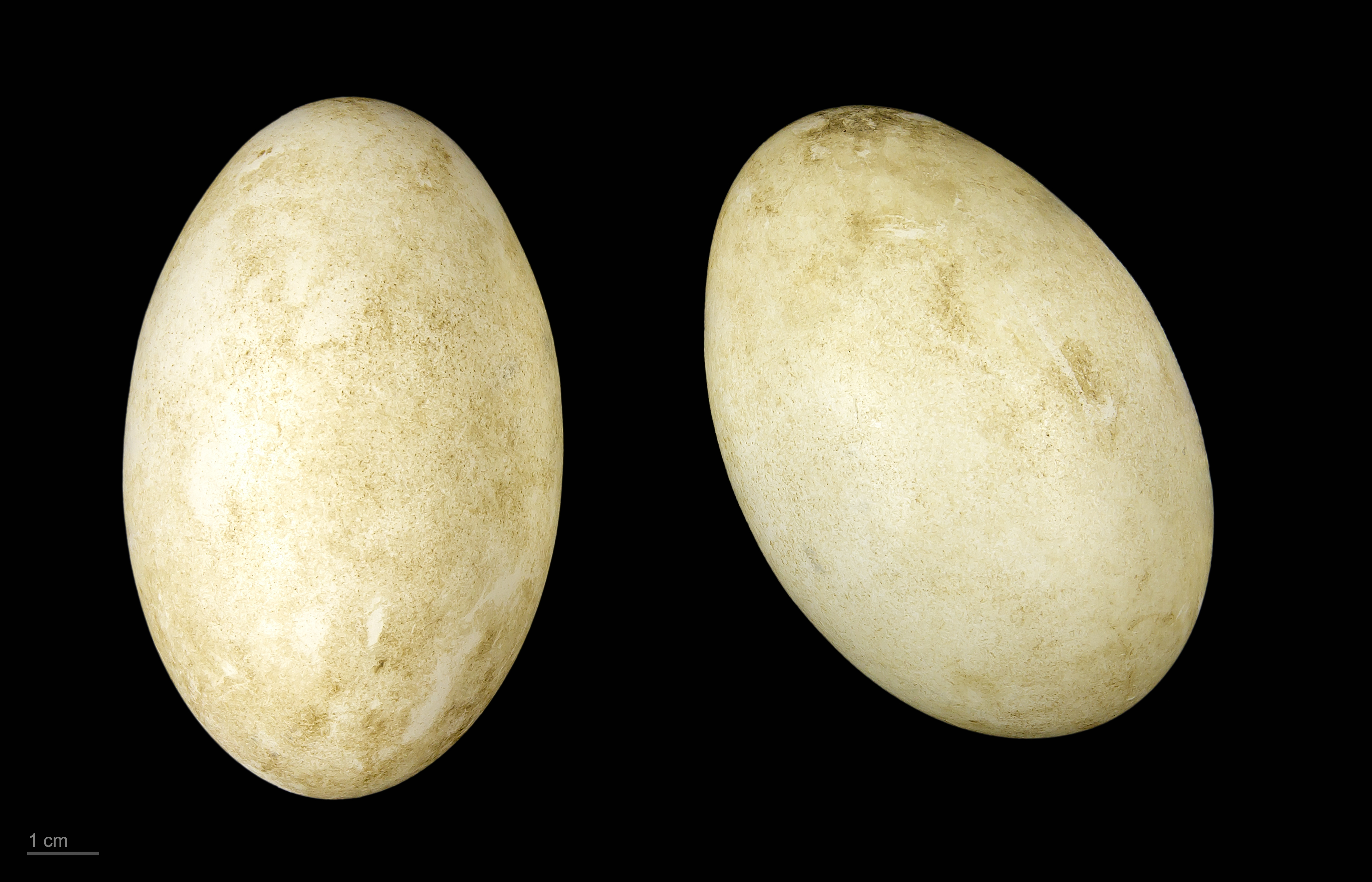
Branta sandvicensis - MHNT

O Ganso-do-havaí ou ganso-havaiano (Branta sandvicensis) é uma espécie de ganso endémico da ilhas do Havai.